# اقتصاد رفتاری
اقتصاد رفتاری (به انگلیسی: Behavioral Economics) رشته‌ای می‌باشد که با روش علمی در فضای روان‌شناسی شناختی، فاکتورهای مربوط به احساسات و جامعه را در تحلیل و فهم بازارها و عوامل اقتصادی به‌کار می‌گیرد. از آن‌جا که ملاک تحلیل در این دو علم فرد و رفتار او است، تعامل بین علم اقتصاد و روان‌شناسی می‌تواند برای نظریه‌پردازی اقتصادی مورد استفاده اقتصاددانان قرار گیرد. در طی سال‌های اخیر، محققانی همچون دنیل کانمن، عاموس تورسکی، ریچارد تیلر و اخیراً نیز کالین کمرر و جورج لوونستین، برخی از اصول و اندیشه‌های علم اقتصاد را به‌عنوان اصولی غیر واقع‌گرایانه از نظر روانشناختی نقد کردند.
اقتصاد‌دانانی نظیر کنت ارو، پیتر ای. دیاموند، دنیل مک‌فادین، رابرت سولو تنها تحقیقات اندکی را در این زمینه انجام داده‌اند اما گستردگی اقتصاد را تبیین نکرده‌اند. این نابسامانی به‌وجود آمده در مورد واقع‌گرایی روانشناختی، هم‌اکنون منجر به بروز نتایجی منفی شده است. عمدتاً تلاش‌هایی تحت عنوان «علم اقتصاد رفتاری» صورت گرفته تا از نظر روانشناختی ماهیت و نتایج بسیار واقعی‌تر از طبیعت انسان در علم اقتصاد به‌دست آید که این ماهیت‌ها به طرز نامحدودی در دهه اخیر، گسترش و افزایش یافته‌ است. 
تاجایی که امروز علم اقتصاد رفتاری جایگاه خود را در اقتصاد متعارف باز کرده‌است و افرادی نظیر دیوید لیبسون در زمینه اقتصاد کلان و ارنست فییر در اقتصاد کار، جایگاه مناسبی در اقتصاد کلان دارند. از سوی دیگر، بسیاری از دانشگاه‌های معتبر جهان در مقاطع تحصیلات تکمیلی در این رشته دانشجو می‌پذیرند.

## تاریخچه اقتصاد رفتاری
در طول دوره‌ی کلاسیک، اقتصاددانان و روان‌شناسان ارتباط تنگاتنگ داشته‌اند. به عنوان مثال آدام اسمیت(۱۷۵۹، Smith) مقاله‌ای در خصوص اصول روان‌شناسی رفتار افراد تحت عنوان نظریه‌های احساسات اخلاقی نگاشت. جرمی بنتام(Bentham 1789) نیز نوشته‌های زیادی در مورد پایه‌های روانشناختی مطلوبیت(Utility) ارائه داده‌است. در طول دوران توسعه‌ی اقتصاد نئوکلاسیک، اقتصاددانان کم‌کم خود را از موضوعات روان‌شناسی دور کردند. در طول این دوران اقتصاددانان تلاش می‌کردند تا حوزه‌‌ی علمی خود را به علوم طبیعی نزدیک کنند با این توضیح که رفتار اقتصادی از مفروضات طبیعت عامل اقتصادی جدا شده است.
موضوع دیگر استفاده از روابط ریاضی در نمونه‌سازی‌های اقتصادی بود تا آن‌جا که رشته‌ی اقتصادسنجی با استقبال زیادی مواجه شد و رویکرد ریاضی در اقتصاد به رویکردی فراگیر تبدیل گشت. مفهوم انسان اقتصادی شکل گرفت به گونه‌ای که بر عقلانیت تأکید داشت. با این حال تحلیل‌های روان‌شناسی ادامه یافت تا بسیاری از موضوعات را در زمان توسعه‌ی اقتصاد نئوکلاسیک توضیح دهد. از این دست می‌توان به فعالیت‌های فرانسیس اجورث(Francis Edgeworth)، ویلفردو پارتو(Vilfredo Pareto)، ایروینگ فیشر (Irving Fisher) و جان مینارد کینز(John Maynard Keynes) اشاره کرد. 
این دانشمندان معتقد بودند که پدیده‌های مربوط به روان‌شناسی فردی، قیمت‌ها را تحت تأثیر قرار می‌دهند. به عنوان مثال، اسمیت اثر پدیده‌ی «خودبرتربینی» را در مشاغل پرخطر مورد بحث قرارداد. در این حالت افراد با توجه به عامل غرور یا اعتماد به نفس بیش از حد، به کارهای سختی دست می‌زنند که باید دستمزد بیش‌تری داشته باشد، اما با این عنوان که «این کار سختی نیست» آن کار را انجام می‌دهند؛ بنابراین، این عامل باعث می‌شود قیمت نیروی کار در چنین مشاغلی از قیمت واقعی کم‌تر شود. کینز در اوایل قرن ۲۰ به عامل توهم پولی اشاره کرد. به این معنا که افراد به ارزش اسمی پول توجه دارند تا به ارزش واقعی آن. در نهایت فیشر در سال ۱۹۲۹ کتابی با عنوان «نظریه‌ی بهره» در مورد توهم پولی نگاشت.
فیشر در بخشی از این کتاب به تشریح رفتار افراد در مورد پس‌انداز پرداخته که آن را تابع عواملی از جمله خود کنترلی، دوراندیشی و عادت اشخاص تصویر کرده‌است. در اواسط قرن ۲۰، روان‌شناسی از مباحث اقتصادی جدا شد. البته عوامل متعددی باعث شد مباحث روان‌شناسی مجدداً در تحقیقات اقتصادی راه باید و اصول اقتصاد رفتاری شکل گیرد. مطلوبیت مورد انتظار و نمونه‌های مطلوبیت تنزیل شده  به‌عنوان مفروضاتی که شرایط قابل‌آزمونی برای تصمیم‌گیری در شرایط عدم‌اطمینان و مصرف بین دوره‌ای ایجاد می‌کردند، به شکل گسترده‌ای مورد پذیرش قرار گرفتند. البته پدیده‌های غیرمعمول(به انگلیسی: anomalies) به تکرار، مورد مشاهده قرار گرفتند که باعث تغییراتی در این‌گونه فرضیات شد. علاوه بر این در دهه‌ ۱۹۶۹، روان‌شناسی شناختی، مغز انسان را به عنوان ابزار پردازش‌گر اطلاعات معرفی کرد(برعکس نمونه‌های رفتاری). روان‌شناسانی از جمله ادواردز (Edwards,1968)، عاموس تورسکی و دنیل کانمن (Kahneman and Tversky,1979) نمونه‌های شناختی خود را در خصوص تصمیم‌گیری در شرایط ریسک و عدم اطمینان در مقابل نمونه‌های رفتار عقلایی ارائه کردند. مقالهٔ اسلویچ (Slovic,1972) در حوزه‌ی رفتار فردی سرمایه‌گذاران در خصوص برداشت نادرست افراد از ریسک، نقطه‌ی عطفی در تحقیقات رفتاری در حوزه‌ی مالی بود.
یکی از مهم‌ترین مقالات که باعث توسعه‌ی اقتصاد و حوزه‌ی مالی رفتاری شد مقاله‌ی کانمن و تورسکی در سال ۱۹۷۹ با عنوان «نظریه دورنما: تصمیم‌گیری در شرایط ریسک» بود که در آن از روش‌های روان‌شناسی شناختی برای توضیح شماری از پدیده‌های غیرمعمول در چارچوب تصمیم‌گیری بر مبنای اقتصاد عقلایی استفاده کردند. سرانجام کنفرانس دانشگاه شیکاگو در سال ۱۹۸۷ و فصلنامه‌ی اقتصاد(یادبود عاموس تورسکی) که به موضوعات اقتصاد رفتاری اختصاص یافته بود، نقطه‌ی عطفی در توسعه‌ی تحقیقات مشابه شد. گستردگی تحقیقات مالی و یافتن پدیده‌های غیرمعمول و استثنائات در واقعیت‌های بازار سهام و به‌طور گسترده‌تری در تصمیم‌گیری‌های سرمایه‌گذاری که نمونه‌های متعارف در نظریه‌های پیشرفته سرمایه‌گذاری قادر به تبیین آن نبودند، محققان را به سمت نظریه‌های رفتاری رهنمون ساخت. مطالعات‌رفتاری در دهه ۱۹۹۰ به شکل گسترده‌تری رایج شد. دی‌بونت و تیلر در سال ۱۹۸۵ نشان دادند وقتی سهام بر مبنای بازدهی سه تا پنج سال به شکل تاریخی رتبه‌بندی می‌شوند، سهامی که در گذشته بازدهی بیش‌تری داشته‌اند (برندگان تاریخی) در سال‌های بعد بازدهی کم‌تری ارائه داده‌اند (بازندگان آتی). البته آن‌ها این رفتار بازدهی را به عکس‌العمل بیش ازحد و کم‌تر از حد سرمایه‌گذاران نسبت داده‌اند. به عبارت دیگر سرمایه‌گذاران در مقابل برندگان تاریخی بیش ازحد خوش‌بین و در مقابل بازندگان تاریخی بیش ازحد بدبین بوده‌اند که البته همین امر خود منجر به فاصله‌ی قیمت‌های ذاتی و قیمت‌های بازار می‌شود. در سال ۱۹۹۲ کانمن و تورسکی نظریه دورنما را توسعه دادند و «نظریه دورنمای تجمعی(kahneman and tverskyṣ۱۹۹۲) را ارائه دادند که بسیاری از تحقیقات قبل از آن را به صورت یک نظریه منسجم ارائه کرد. از آن به بعد نیز مطالعات تجربی زیادی مفروضات و نتایج این نظریه را تأیید کرده‌است. مقاله جیگادیش و تیتمن در سال 1993 (Jegadeesh and titmanṣ,۱۹۹۳) پدیده‌ی غیرعادی دیگری را نشان داد که سهام دارای بازده بالاتر در طول شش ماه گذشته، در سال بعد بازدهی بیش‌تری را به نسبت سهام دارای بازده کم‌تر ایجاد می‌کند. در سال ۱۹۹۸ دانیل، هیرشیفر و سابر امانیام (Daniel et al. ṣ۱۹۹۸) مقاله‌ی «روان‌شناسی سرمایه‌گذار و عکس‌العمل بیش ازحد و کم‌تر از حد بازار سهام» را مطرح کردند. در این مقاله اثر بیش‌اطمینانی و خوداسنادی(به انگلیسی: Self-attribution theory) تبیین شد. در همان سال یعنی سال ۱۹۹۸، دو مقاله‌ی دیگر در بیان عکس‌العمل بیش از حد و کم‌تر از حد توسط باربریز، شیفر و ویشنیارایه شد. در نهایت جایزه‌ی نوبل اقتصاد در سال ۲۰۰۲ به دانیل کانمن به علت تحقیقات گسترده‌اش در کاربرد و روان‌شناسی در اقتصاد اعطا شد و بدین ترتیب حوزه‌ی گسترده‌ای از تحقیقات مورد توجه محققان قرار گرفت. عاموس تورسکی به‌عنوان همکار کانمن در طول سال‌ها تحقیق تیمی، در سال ۱۹۹۶ درگذشت و چون جایزه‌ی نوبل به افراد زنده تعلق می‌گیرد، کانمن به دریافت این جایزه نائل آمد که البته همکاری‌های تورسکی در سال‌های تحقیق را یادآور شد.
مهم‌ترین کتابی که سیر تکوین و شکل گیری اقتصاد رفتاری را تشریح می‌کند، «کج رفتاری: شکل‌گیری اقتصاد رفتاری» نام دارد که توسط ریچارد تِیلِر، استاد دانشگاه شیکاگو و برندهٔ جایزه نوبل اقتصاد ۲۰۱۷، نوشته شده‌است.

## اقتصاد رفتاری به دنبال چیست؟
اقتصاد رفتاری، به دنبال افزایش قدرت توضیح دهندگی علم اقتصاد از طریق واقعی‌تر کردن بنیان‌های روان‌شناسی است. هسته اصلی اقتصاد رفتاری، اعتقاد به افزایش واقع‌گرایی زیربناهای روانشناختی علم اقتصاد است که سبب بهبود نظریه‌های اقتصادی در انجام وظایف خود نظیر توصیف بهتر تئوری‌ها، پیش‌بینی بهتر حوادث و پیشنهاد سیاست‌های اقتصادی بهتر می‌شود که البته این دیدگاه در جایگاه نفی اساس اقتصاد نئوکلاسیک برپایه حداکثر کردن مطلوبیت(به انگلیسی: utility maximization)، تعادل (به انگلیسی: equlibrium) و کارایی(به انگلیسی: efficiency) قرار ندارد. چراکه دیدگاه نئو کلاسیک مفید است و چارچوب تئوریک مناسبی برای تحلیل‌های اقتصاددانان فراهم می‌آورد که در خیلی از زمینه‌ها نیز پیش‌بینی‌های صحیحی انجام می‌دهد اما در برخی موارد ناکارآمد است و باید تعدیل شود که این مجرای بروز علم اقتصاد رفتاری است. اکثر مقالات در زمینه اقتصاد رفتاری تعدادی از فروض بنیادین اقتصاد نئوکلاسیک را با توجه به واقع گرایی روانشناختی تعدیل می‌کند. البته اقتصاد رفتاری را نباید به عنوان نظریات رادیکال در نظر گرفت. چراکه فقط به دنبال آزاد کردن فروض ساده‌کننده اساس اقتصاد نئوکلاسیک است. برای مثال اقتصاددانان نئوکلاسیک به‌طور مشخص ابراز می‌کنند که انسان‌ها در مورد انصاف و عدالت نگران نیستند؛ که با حذف این فرض می‌توان به نظریات واقعی‌تر در علم اقتصاد رسید.

## ارزش‌گذاری اقتصاد رفتاری
جرج استیگلر، بیان می‌کند که نظریات اقتصادی می‌بایست با سه مؤلفه انطباق با واقعیت، کلی بودن و سازگاری سنجیده شوند. نظریات اقتصاد رفتاری نیز می‌بایست با این سه مؤلفه قضاوت شوند. هرچند که نظریات اقتصاد رفتاری معمولاً به علت وارد کردن چند پارامتر به داخل مدل از انسجام کمتری برخوردار است.

## روش‌های اقتصاد رفتاری
روش‌های(به انگلیسی: methods) به کار گرفته شده در اقتصاد رفتاری مانند همان روش‌هایی است که  در سایر زمینه‌های اقتصاد متعارف به کار گرفته می‌شوند. در اصل، اقتصاد رفتاری به شدت به شواهدی که براساس آزمایش یا تجربه(به انگلیسی: experiment) به دست می‌آیند متکی است. با این وجود، اخیراً اقتصاددانان رفتاری از آزمایش  و تجربه فراتر رفته‌اند و تمام روش‌های به کارگرفته شده در علم اقتصاد متعارف را پذیرفته‌اند.

## موضوعات اقتصاد رفتاری

### مالیه رفتاری
ایده اصلی مالیه رفتاری(به انگلیسی: Behavioral finance) تبیین این موضوع است که چرا شرکت کنندگان بازار خطاهای سیستماتیک انجام می‌دهند. این‌گونه خطاها قیمت‌ها و بازدهی‌ها را تحت تأثیر قرار می‌دهد و بازارها را ناکارآمد می‌کند. مالیه رفتاری هم چنین به بررسی آربیتراژ (به انگلیسی: arbitrage) سایر شرکت‌کنندگان بازار در این‌گونه ناکارآمدی‌ها می‌پردازد. مالیه رفتاری ناکارآمدی‌هایی نظیر عکس‌العمل‌های نامناسب به اطلاعاتی مانند روندهای بازار (به انگلیسی: market trends) را پررنگ می‌کند و در حالت جدی علت حباب‌ها(به انگلیسی: bubble) و سقوط‌ها(به انگلیسی: crash) را بررسی می‌کند. این‌گونه عکس‌العمل‌ها به توجه محدود سرمایه‌گذار، اطمینان بیش از حد (به انگلیسی: overconfidence)، تجاوز از نقطه بهینه، تقلید یا شکلک‌سازی(غریزه گروه) و پارازیت تجارت نسبت داده شده‌ است. تحلیلگرهای تکنیکی، اقتصاد رفتاری را به مثابه فامیل نزدیک مالیه رفتاری در نظر می‌گیرند که پایه‌ی تئوری برای تحلیل‌های تکنیکی قرار می‌گیرد.

#### مالیه رفتاری کمی
مالیه رفتاری کمی(به انگلیسی: quantative behavioral finance) از روش‌شناسی ریاضی و آماری برای فهم تبعیض‌های رفتاری(به انگلیسی: Behavioral bias) استفاده می‌کند. در تحقیقات بازاریابی، یک مطالعه نشان می‌دهد که شواهد اندکی سبب تبعیض‌های بدتر می‌شود و اثر آن تصمیمات بازاریابی را تحت تأثیر قرار می‌دهد. شرکت‌کننده‌های برجسته شامل گوندز و کاگینالپ (ویراستار ژورنال مالیه رفتاری(Journal of Behavioral Finance)از سال۲۰۰۱ تا ۲۰۰۴) و همکاران وی وروناسمیت (نوبلیست ۲۰۰۲)، دیوید پورتر، دان بالنویچ و ولادیمیرا ایلوا و احمت دوران وری استورام را شامل می‌شوند.

### نظریه امید ریاضی (Expected Utility Theory)
نظریه امید ریاضی یکی از پایه‌ای‌ترین نظریه‌ها در اقتصاد است که برای توضیح رفتار افراد در مواجهه با ریسک و عدم قطعیت توسعه یافت. طبق این نظریه، افراد در هنگام تصمیم‌گیری به‌دنبال حداکثر کردن “امید ریاضی” خود هستند، به این معنا که آن‌ها سعی می‌کنند بیشترین منافع ممکن را بر اساس احتمال وقوع هر نتیجه به‌دست آورند. به‌طور مثال، اگر فردی در حال انتخاب بین یک سرمایه‌گذاری پرریسک و یک سرمایه‌گذاری بی‌خطر باشد، طبق این نظریه او باید گزینه‌ای را انتخاب کند که بیشترین “امید ریاضی” را برای او فراهم آورد.
اما در دنیای واقعی، این نظریه به‌طور کامل درست عمل نمی‌کند. تحقیقات نشان می‌دهند که افراد غالباً تصمیمات خود را بر اساس احساسات و سوگیری‌های شناختی می‌گیرند. به‌عنوان مثال، برخی افراد در برابر ریسک‌های کوچک تمایل به اجتناب دارند، اما در مواجهه با ریسک‌های بزرگ‌تر دست به ریسک‌پذیری می‌زنند، یا بالعکس. همچنین، افرادی که به “بخت‌آزمایی” یا “تجارت‌های پرریسک” علاقه دارند، ممکن است این تصمیمات را به دلایلی فراتر از محاسبات منطقی و تنها تحت تأثیر هیجان اتخاذ کنند.

### نظریه نیکی‌خواهی (Prospect Theory)
این نظریه که توسط دانیل کانمن و آموس تورسکی در دهه ۱۹۷۰ مطرح شد، یکی از مهم‌ترین پیشرفت‌ها در عرصه اقتصاد رفتاری است. نظریه نیکی‌خواهی نشان می‌دهد که افراد در مواجهه با ضررها، ریسک بیشتری را نسبت به زمانی که با سود روبرو هستند، می‌پذیرند. به عبارت دیگر، افراد بیشتر از آنکه به سودها توجه کنند، به زیان‌ها حساس هستند. این حساسیت به زیان‌ها توضیح می‌دهد که چرا افراد ممکن است تصمیمات غیرمنطقی بگیرند، مانند نگه داشتن سهامی که در حال کاهش ارزش است به امید اینکه قیمت آن دوباره بالا رود، یا حتی اجتناب از تصمیمات سرمایه‌گذاری کوچک و بی‌خطر به‌خاطر ترس از ضرر.
این نظریه به‌ویژه در تحلیل رفتارهای مالی و اقتصادی بسیار مفید است، زیرا به‌طور واضح نشان می‌دهد که افراد به طور نامتناسبی به ضررها واکنش نشان می‌دهند و این امر می‌تواند در تصمیمات اقتصادی آن‌ها تأثیرگذار باشد.

### نظریه تقارن اطلاعات (Information Asymmetry)
یکی از مسائل کلیدی در اقتصاد رفتاری، وجود تقارن یا عدم تقارن اطلاعات در بازارهاست. در بسیاری از معاملات اقتصادی، طرفین دسترسی یکسان به اطلاعات ندارند و این عدم تقارن اطلاعاتی می‌تواند منجر به تصمیمات نادرست یا حتی بحران‌های اقتصادی شود. در بازارهای مالی، به‌عنوان مثال، اطلاعات نادرست یا ناقص می‌تواند باعث ایجاد بحران‌های اقتصادی و نوسانات شدید بازار شود. همچنین، مصرف‌کنندگان یا سرمایه‌گذاران ممکن است با تصمیمات اشتباه مواجه شوند، چرا که دسترسی به اطلاعات معتبر یا کافی ندارند.
نظریه تقارن اطلاعات به ما کمک می‌کند تا درک کنیم چرا و چگونه تصمیمات اقتصادی در برخی شرایط به‌ویژه در بازارهای پیچیده یا پرریسک به اشتباه می‌روند و چه راهکارهایی می‌توان برای رفع این مشکلات ارائه داد.

### نظریه ترجیحات اجتماعی (Social Preferences Theory)
یکی دیگر از نظریه‌های مهم در اقتصاد رفتاری، نظریه رفتارهای اجتماعی است. این نظریه بیان می‌کند که افراد نه تنها به منافع شخصی خود بلکه به منافع دیگران نیز توجه دارند. در بسیاری از مواقع، تصمیمات اقتصادی افراد تحت تأثیر نگرش‌های اجتماعی و اخلاقی قرار می‌گیرد، نه فقط بر اساس منافع شخصی. به‌طور مثال، فردی ممکن است بیشتر به رفتارهای اجتماعی مانند اهدای خیریه یا پرداخت مالیات توجه داشته باشد، حتی اگر این تصمیمات به سود مالی او نباشد. این نظریه نشان می‌دهد که افراد تمایل دارند در تصمیمات خود به انصاف، عدالت و منافع اجتماعی توجه کنند.
درک رفتارهای اجتماعی می‌تواند در حوزه‌هایی مانند توسعه سیاست‌های عمومی، طراحی قوانین و مقررات مالیاتی، و حتی تصمیم‌گیری‌های تجاری نقش مهمی ایفا کند.

### نظریه تأثیر محیطی (Nudge Theory)
نظریه تأثیر محیطی یا نودینگ توسط ریچارد تیلر و کاس سانستین مطرح شد و نشان می‌دهد که با طراحی محیط‌های خاص و ارائه گزینه‌های بهتر به افراد، می‌توان رفتارهای آن‌ها را تغییر داد بدون اینکه آزادی انتخاب‌شان را محدود کرد. به‌عبارت دیگر، با ایجاد تغییرات کوچک در نحوه ارائه گزینه‌ها یا اطلاعات، می‌توان به‌طور غیرمستقیم افراد را به اتخاذ تصمیمات بهتر ترغیب کرد. به‌طور مثال، اگر هدف تشویق مردم به پس‌انداز بیشتر باشد، می‌توان با ارائه اطلاعات مقایسه‌ای (مثلاً نشان دادن اینکه همسایگان شما چقدر پس‌انداز می‌کنند) افراد را به صرفه‌جویی ترغیب کرد.
نظریه نودینگ یکی از کاربردهای برجسته اقتصاد رفتاری است که در سیاست‌گذاری‌های عمومی، بازاریابی و حتی طراحی محصولات استفاده می‌شود.

### نظریه هویت (Identity Economics)
نظریه هویت به نقش هویت فردی و اجتماعی در تصمیم‌گیری‌های اقتصادی می‌پردازد. طبق این نظریه، افراد نه تنها به دنبال منافع مالی خود هستند بلکه تمایل دارند هویت شخصی و اجتماعی خود را در رفتارهای اقتصادی‌شان منعکس کنند. برای مثال، افرادی که هویت خود را به‌عنوان مصرف‌کنندگان مسئول یا فعال اجتماعی می‌بینند، ممکن است به خرید محصولات ارگانیک یا پایدار تمایل پیدا کنند، حتی اگر این محصولات قیمت بالاتری داشته باشند. این نظریه نشان می‌دهد که تصمیمات اقتصادی ممکن است تحت تأثیر نگرش‌ها و باورهای شخصی افراد قرار داشته باشد.
نظریه‌های مختلف اقتصاد رفتاری که شامل نظریه‌های امید ریاضی، نیکی‌خواهی، تقارن اطلاعات، رفتارهای اجتماعی، تأثیر محیطی و هویت می‌شوند، به ما کمک می‌کنند تا بهتر درک کنیم که چرا افراد گاهی تصمیمات غیرمنطقی و مبتنی بر احساسات می‌گیرند و چگونه می‌توان با استفاده از اصول روان‌شناختی و اجتماعی، سیاست‌ها و تصمیمات اقتصادی بهتری طراحی کرد. این نظریه‌ها به‌ویژه در حوزه‌های مختلف مانند سیاست‌گذاری عمومی، مدیریت مالی، بازاریابی و حتی تجزیه و تحلیل بازارهای مالی کاربرد فراوان دارند و می‌توانند به بهبود تصمیم‌گیری‌های اقتصادی در سطح فردی و اجتماعی کمک کنند.

### انتقاد گرایی
انتقاد گرایانی (به انگلیسی: criticism) نظیر یوجن فاما (Eugen Fama) فرضیه‌های بازار کارا را تأیید می‌کنند. آن‌ها مخالفت کردند که مالیه رفتاری بیشتر مجموعه‌ای از استثناها (به انگلیسی: anomailies) است تا شاخه‌ای حقیقی از مالیه باشد و این مجموعه استثناها یا در بازار به سرعت از طریق بالا رفتن قیمت از بین می‌رود یا با ساختارهای جزئی بازار توضیح داده می‌شود. با این وجود سؤگیری‌های شناختی (به انگلیسی: cognitive biases) افراد از سؤگیری‌های اجتماعی (به انگلیسی: social biases) جداست؛ سابق بر این می‌شد از بازار میانگین گرفته شود. هنگامی که دیگران می‌توانند یک حلقه بازی (به انگلیسی: feedback loops) خودی مثبت ایجاد کنند؛ بازار را بیشتر و بیشتر به سمت تعادل قیمتی منصفانه (به انگلیسی: fair price) براند. به‌طور مشابه برای یک استثناء که کارایی بازار را به مخاطره می‌اندازد، سرمایه‌گذار می‌بایست قادر به مبادله علیه آن باشد و سود غیر متعارف کسب کند؛ که این در بسیاری از موارد برای استثناها صحیح نیست.مثال مشخص برای انقاد گرایی در شرح «معمای برابری پاداش» (به انگلیسی: equality premium puzzle) ظاهر می‌شود. این‌گونه بحث می‌شود که علت موانع ورود (به انگلیسی: entry barrier) است (هم عملی و هم روانی) و بازدهی بین سهام و اوراق قرضه به دلیل بازبودن منابع الکترونیک بازار سهام برای معامله گران می‌بایستی برابر شود. در پاسخ دیگران مخالف کردند که که بیشتر وجوه سرمایه‌گذاری شخصی مدیریت می‌شوند از طریق وجوه سالخورده، حداقل‌کننده اثر مشهور موانع ورود هستند. به علاوه سرمایه‌گذاران حرفه‌ای و مدیران مالی به نظر می‌رسد بیشتر اوراق نگهداری کنند تا یک نفر انتظار تفاوت‌های بازدهی داشته باشد.

### نظریه بازی رفتاری
نظریه بازی رفتاری(به انگلیسی: Behavioral game theory) موضوعی است که به بررسی تصمیمات و رفتار متقابل استراتژیک با روش‌های نظریه بازی‌ها، اقتصاد آزمایشگاهی (تجربی) و روان‌شناسی آزمایشگاهی (تجربی) می‌پردازد. آزمایش‌ها شامل: آزمودن انحراف از ساده‌سازی‌های رایج تئوری‌های اقتصادی نظیر قاعده استقلال، و صرف نظر کردن از نوع دوستی، انصاف و آثار قالب‌گیری می‌باشد. در بعد اثباتی، روش‌ها برای شناخت روابط متقابل و ترجیحات اجتماعی به کار بسته شده‌است. به عنوان یک برنامه پژوهشی، این موضوع در سه دهه اخیر پیشرفت قابل توجهی داشته‌است.

### استدلال اقتصادی در حیوانات غیرانسانی
چند تن از روانشناسان تطبیقی دانشگاه‌های آمریکا سعی در نشان دادن استدلال در حیوانات غیرانسانی (به انگلیسی: economics resoning in non-human animals) انجام دادند. تلاش‌های اولیه در این زمینه بروی رفتار موش صحرایی و کبوتر تمرکز کرده بود. این مطالعات به اصول رفتارشناسی روان‌شناسی نزدیک شده‌بود، جایی که هدف اصلی کشف شباهت رفتاری حیوانات غیر انسان به رفتار انسانی در شرایط آزمایش قابل حصول بوده‌است. این تحقیقات از لحاظ روش‌شناسی به کارهای انجام شده توسط «فرستر» و «اسکینر» شباهت بسیار زیادی دارد. جدا از شباهت‌های روش‌شناسی، محققان اخیراً از واژه‌شناسی رفتارشناسان نیز تخطی کرده‌اند. اگر چه این مطالعات مقدمات را برای «محیط شرطی شدن عامل» فراهم کرده‌است (با استفاده از غذا به عنوان پاداش برای نوک زدن و فشردن میله).

## سؤگیری‌های رفتاری
اقتصاد رفتاری بر مبنای یک سری سؤگیری‌ها، رفتار می‌کند. چند نمونه از این سؤگیری‌ها:
دسترس‌پذیری: انسان به آنچه در دسترس‌تر است تمایل بیشتری دارد. به عنوان مثال خرید غذاهای در ویترین یک بوفه، بیشتر است از خرید همان غذاها اگر در گوشه‌ای از بوفه باشند.
خطای چارچوب‌بندی (framing): یعنی دید ما از یک فضا تحت تأثیر رسانه، خانواده، فرهنگ و سیاست است. به‌طور مثال با اینکه مرگ‌و‌میر سالانه سوانح خودرویی بسیار بیشتر از مرگ‌و‌میر سوانح هواپیمایی است، به دلیل پوشش رسانه‌ای بسیار بیشتر از سوانح هواپیمایی، مردم از هواپیما بیشتر از خودرو ترس دارند!
خطای اپتیمیس (اعتماد به نفس و خوش‌بینی کاذب): یعنی برآورد کاذب از خود به‌طور خوش‌بینانه. به‌طور مثال در یک آزمایش از محصلان یک دانشگاه سؤالی پرسیدند با این عنوان که "آیا شما جزو ۵۰٪ برتر دانشگاه هستید یا ۵۰٪ پایین تر؟". جالب است ۹۰٪ محصلان معتقد بودند جزو ۵۰٪ برتر دانشگاه هستند!"
خطای لنگر اندازی: ما تحت تأثیر لنگرهای ذهنی:خودمان تصمیم می‌گیریم. لنگر یعنی تصورات روسوب کرده در ذهن ما. به عنوان مثال اگر از فردی درباره‌ی خاطرات خوبش بپرسی و سپس بپرسی که آیا از زندگیش راضی هست، از آنجایی که خاطرات خوبش در ذهنش رسوب کرده‌اند، می‌گوید بله. اما اگر از همان فرد اول درباره‌ی خاطرات بدش بپرسی؛ سپس بپرسی که آیا از زندگیش راضی هست، از آن جایی که خاطرات بدش در ذهنش رسوب کرده‌اند، می‌گوید خیر. 
خطای نمایندگی: خطای نمایندگی همانند خطای چارچوب‌بندی است، اما بر خلاف چارچوب‌بندی که درباره‌ی موقعیت‌ها و فضاهاست، این خطا درباره‌ی انسان‌هاست؛ یعنی وقتی ما می‌گوییم قصاب، شما یک آدم بزرگ و سبیل کلفت به ذهنتان می‌آید.
خطای قوانین تجربی: فکر می‌کند چیزهایی که تجربه به ما می‌گوید عمل می‌کنند؛ واقعاً عمل می‌کنند؛ یعنی اگر با انجام کاری چیزی برایمان اتفاق بیفتد هرچند اتفاقی، فکر می‌کنیم آن چیز با انجام همان کار دوباره هم برایمان اتفاق میفتد.
خطای شواهد: خودتأییدشونده: چیزی که به ما القا شده وجود دارد، حتی اگر مثل آن وجود نداشته باشد، ما آن را در ذهن خود پر رنگ می‌کنیم؛ مثلاً دوستمان خصلت بدی دارد. به ما می‌گویند فلان کار را بکن تا خصلت بد دوستت با خصلت خوبی جایگزین شود. ما آن کار را می‌کنیم و اتفاقی در اخلاق دوستمان نمی‌افتد. اما ما آن خصلت خوب را در ذهنمان پررنگ می‌کنیم و فکر می‌کنیم کارمان جواب داده است.

## نقدهایی بر اقتصاد رفتاری
منتقدان اقتصاد رفتاری عموماً بر عقلانیت کنشگران اقتصادی تأکید دارند. از نظر این صاحب‌نظران، رفتارهای مشاهده‌شده در محیط آزمایشگاهی کاربرد بسیار محدودی برای محیط بازار دارد. در بازار، رقابت و فرصت‌های یادگیری منجر به نزدیک شدن کنشگر به رفتار عقلایی می‌شود.

## افراد تأثیرگذار در اقتصاد رفتاری
1. دانیل آریلی
2. کولین کمرر
3. ارنست فهر
4. دانیل کاهنمن
5. دیوید لیبیسون
6. جورج لوون اشتاین
7. متیو رابین
8. هربرت الکساندر سیمون
9. ریچارد تِیلِر
10. پاول اسلویک(به انگلیسی: Paul Slovic)
11. عاموس تورسکی

## واژه‌نامه
1. ↑  Amos Tversky
2. ↑  Richard Thaler
3. ↑  Colin Camerer
4. ↑  George Loewenstein
5. ↑  Kenneth Arrow
6. ↑  Kenneth Arrow
7. ↑  Robert Solow
8. ↑  David Laibson
9. ↑  The theory of moral sentiments
10. ↑  discounted utility models